# Aristaria
Aristaria é um gênero de traça pertencente à família Arctiidae.